# Lyman, Wyoming
Lyman är en småstad (town) i Uinta County i sydvästra Wyoming i USA. Staden hade 2 115 invånare vid 2010 års folkräkning.

## Kultur och sevärdheter
Mountain Skies Observatory, ett privatägt astronomiskt observatorium, ligger i staden och används av Bridger Valleys astronomiska sällskap.

## Kommunikationer
Staden ligger några kilometer söder om den stora öst-västliga motorvägen Interstate 80 och kan nås från motorvägen via Wyoming State Route 413.